# Giorgio Centurione
Giorgio Centurione a été le 95e doge de Gênes du 22 juin 1621 au 22 juin 1623.